# Fljottjärnen (Älvdalens socken, Dalarna, 681339-136724)
Fljottjärnen är en sjö i Älvdalens kommun i Dalarna och ingår i Dalälvens huvudavrinningsområde.